# Stealing Christmas
Stealing Christmas is een televisiefilm met in de hoofdrol Tony Danza en Lea Thompson. Het ging in première op USA Network in 2003.

## Verhaal
Een inbreker (Tony Danza) plant een bankoverval in een kleine stad op Kerstavond. Nadat hij de baan aanneemt van Kerstman, verandert zijn inzicht.

## Rolverdeling
- Tony Danza als Jack Clayton
- Lea Thompson als Sarah Gibson
- Angela Goethals als Noelle Gibson
- Betty White als Emily Sutton
- David Parker als Harry Zordich
- Malcolm Stewart als Doug Jennings
- Alf Humphreys als Officer Tim Hogan
- Gwynyth Walsh als Jo